# لكمة القاضي (مناخة)

تعديل مصدري - تعديل

لكمة القاضي هي إحدى قرى عزلة اليعابر بمديرية مناخة التابعة لمحافظة صنعاء، بلغ تعداد سكانها 51 نسمة حسب تعداد اليمن لعام 2004.